# Iglesia de la Candelaria (Punta del Este)
La Iglesia de la Candelaria o Parroquia de Santa María de la Candelaria es el templo católico más importante de Punta del Este, Uruguay. Ubicado en la península, constituye un centro de culto importante durante todo el año. A tal punto que la diócesis con jurisdicción sobre este templo se llamó diócesis de Maldonado y Punta del Este.
Frente a la plaza del Faro de Punta del Este se encuentra el edificio, en cuya fachada impacta el color celeste y en su interior se aprecia una imagen de la Virgen de la Candelaria que provino de España.

## Historia
El 2 de febrero de 1516 cuando Juan Díaz de Solís tomó posesión de estas tierras en nombre de la Corona española, designó a Punta del Este y a la bahía de Maldonado con el nombre de Santa María de la Candelaria. En el último cuarto del siglo XIX el Padre Pedro Podestá, nacido en la isla Gorriti en 1846 y Párroco de Maldonado entre 1873 y 1906, ofició misas en el faro de Punta del Este a partir de 1860. También lo hizo el Presbítero Lorenzo A. Pons en el hotel de Pedro Risso, el primero del balneario que comenzó a funcionar en 1889. El Padre Pons era aficionado a la pesca y asiduo concurrente a las playas de Punta del Este. A partir de 1901 las misas se celebraban en el chalet «Villa Amparo», de Vicente Ortega, para lo cual un sacerdote capuchino se trasladaba diariamente en una volanta desde Maldonado. 
En abril de 1903 el Padre Pons solicitó a la Junta Económico-Administrativa de Maldonado dos solares con el fin de destinarlos a la fundación de una capilla y una escuela pública para aquella localidad. Los terrenos asignados fueron los solares A y B de la manzana n.º 69. Ese mismo año se proyectó la construcción de la capilla, aunque recién entre 1908 y 1909, y por impulso de los Padres Capuchinos, se formó una «Comisión Pro-Templo». También se creó una comisión vecinal de apoyo.
El plano de la primera capilla fue confeccionado por el arquitecto Carlos Medhurst Thomas. En el plano primitivo la capilla no excedía los 37 metros cubiertos. En febrero de 1909 se llamó a licitación para su construcción. De las tres propuestas presentadas, se escogió la de Pedro Decaux por ser la más ventajosa. En los siguientes meses se erigió la capilla. El 2 de febrero de 1910 se inauguró la campana, donada por el argentino Esteban Bovone, que pesaba 300 kilos y fue hecha en Buenos Aires.
Fue inaugurada en 1911 y financiada con el aporte de las misas, loterías y fondos administrados por una comisión de damas. En 1913 se llevó a cabo la Primera Comunión de 23 niños lugareños, siendo el primer acto de esta naturaleza llevado a cabo en Punta del Este. En 1919 se hizo cargo de la parroquia de Maldonado Fray Celestino de San Colombano, quien decidió construir una nueva y más espaciosa capilla. Formó entonces una comisión de recaudación de fondos. En mayo de 1921 se obtuvo la venia del arzobispado para el comienzo de los trabajos.
La nueva capilla fue construida por Emilio Schmisser, abarcando más de 200 metros cuadrados de superficie (20 m de largo por 10 m de ancho). La entrada fue edificada hacia al norte y el altar hacia el sur. Tenía techo a dos aguas con tejas rojas y se construyó la torre actual que oficiaba de campanario. La bendición de la nueva capilla se realizó el 2 de febrero de 1922 y estuvo a cargo del Arzobispo de Montevideo, monseñor. Juan Francisco Aragoné.

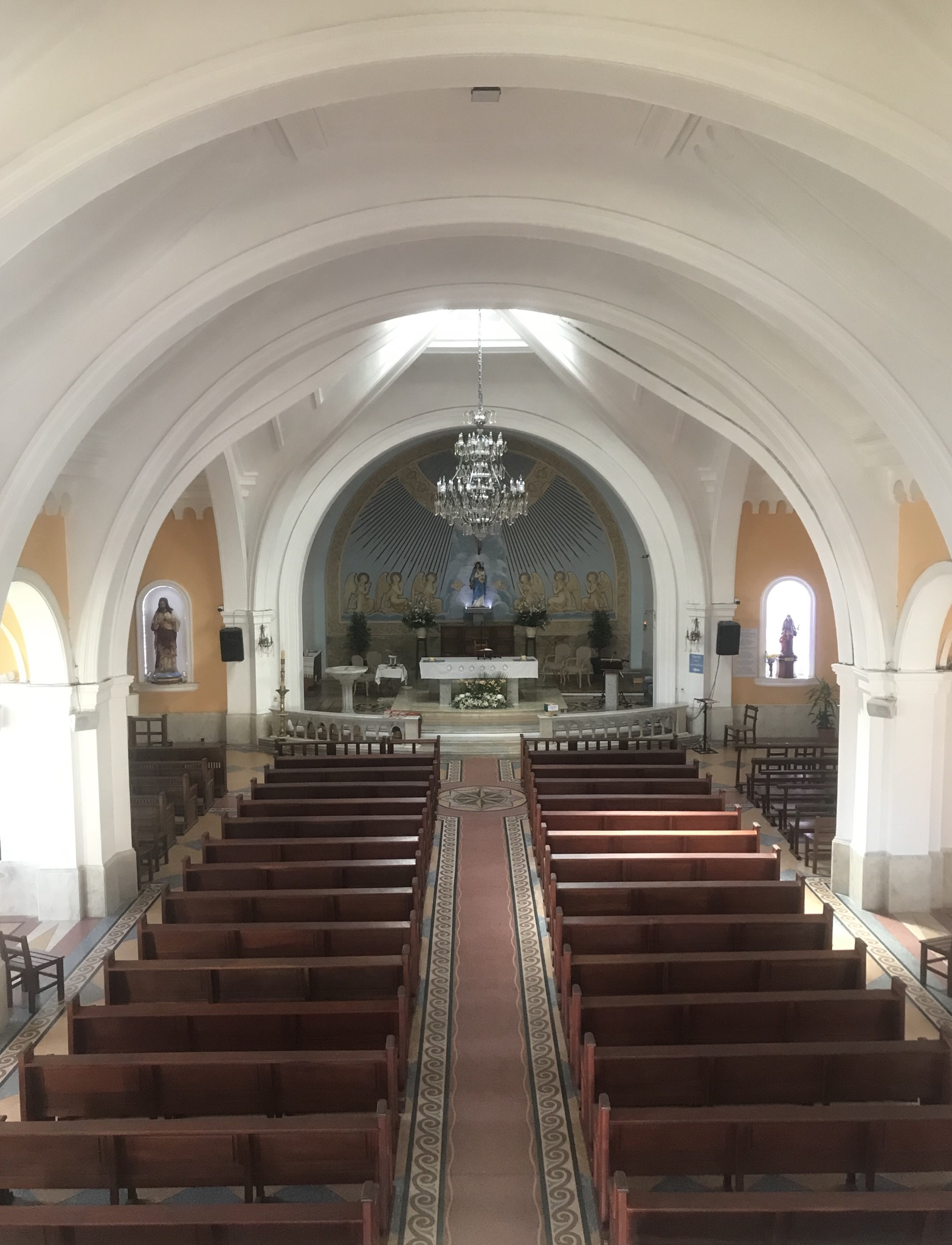
Iglesia de la Candelaria en 2020.

En 1941 se hizo cargo de la parroquia de Maldonado el Padre Domingo de Tacuarembó y, en virtud de que la capilla resultaba reducida, decidió ampliarla. Una vez más formó una comisión «pro-ampliación del templo de Punta del Este». Se decidió solicitar el aporte de cien pesos a cien familias pudientes. Con planos del arquitecto Antonio Chiarino se construyó el templo tal como se conoce en la actualidad. En febrero de 1941 monseñor Alfredo Viola, Obispo de Salto, bendijo la piedra fundamental del nuevo templo a construirse. De la capilla anterior solo quedó la portada y la torre, construyéndose una amplia Iglesia y Casa Parroquial adyacente. 
El 31 de enero de 1942 el arzobispo de Montevideo, monseñor Antonio María Barbieri, bendijo el nuevo edificio. En 1947 se agregó el altar de mármol pre-conciliar con Sagrario de bronce. En 1950 se inauguró el piso monolítico multicolor con motivos geométricos. En 1953 se cubrió el perímetro interno de la Iglesia y los basamentos de las pilastras con un friso de mármol ónix. 
En 1955 se elevó al rango de Parroquia la hasta entonces viceparroquia de Punta del Este, siendo designado como primer Párroco el capuchino Rafael M. de Montevideo. Ese mismo año se inauguró la Pila Bautismal en mármol de Carrara. En 1956 se instaló el comulgatorio también de mármol, con pequeñas columnas de travertino romano.
En julio de 1965 se entronizó en la Iglesia una imagen de la Virgen de Luján, proveniente del barco argentino "Santa María de Luján", que encalló en las cercanías de la playa del Emir ese año. Finalmente, en 1967, el Padre Anselmo M. de Treinta y Tres
efectuó las reformas necesarias en el templo para adecuarlo a las reformas introducidas por el Concilio Vaticano II.